# Rewolucja neolityczna

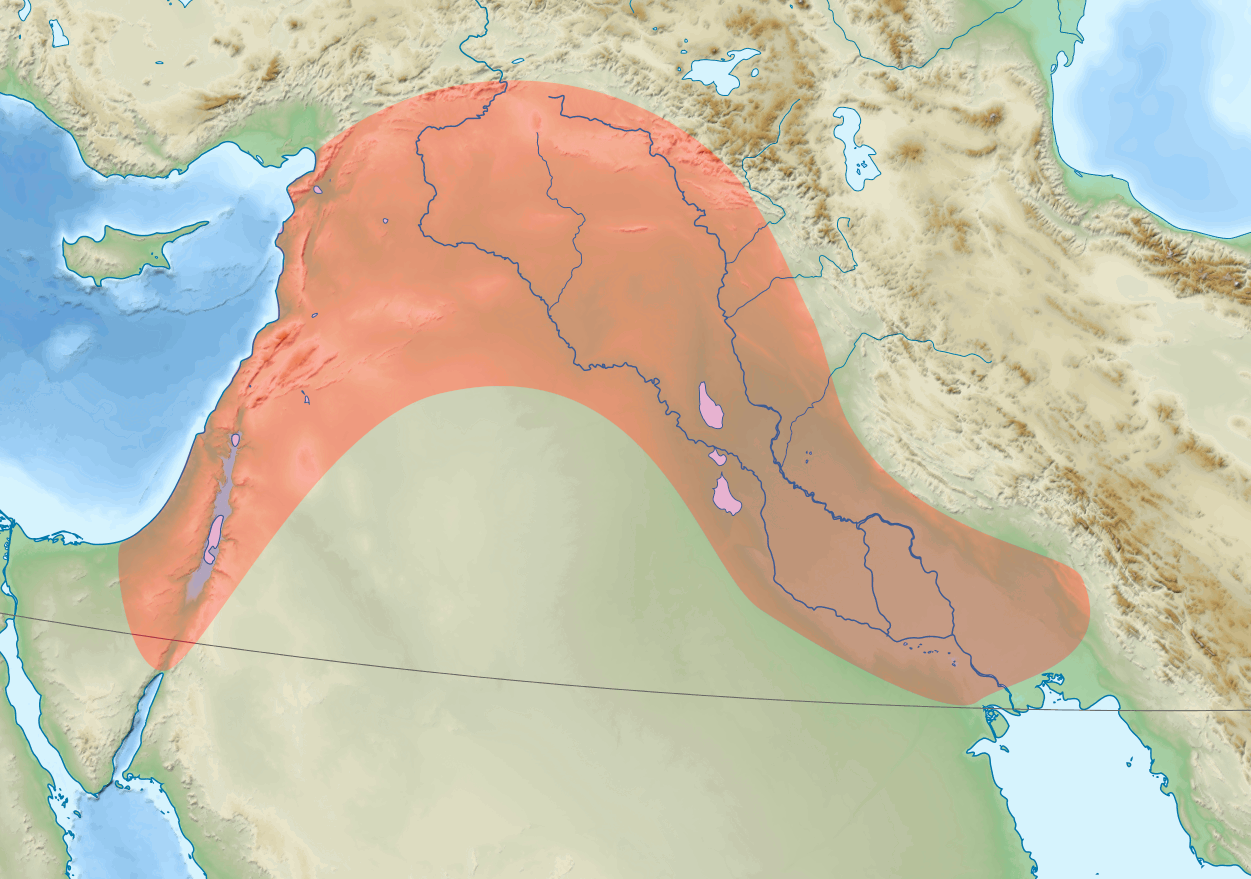
Żyzny Półksiężyc – kolebka rolnictwa

Rewolucja neolityczna – proces przechodzenia ludzkości od łowiectwa-zbieractwa i koczownictwa do produkcji żywności, czyli rolnictwa i hodowli, oraz do osiadłego trybu życia, trwający w kręgu cywilizacyjnym Bliskiego Wschodu, basenu Morza Śródziemnego i środkowo-zachodniej Europy w latach ok. 10 000 – 4000 p.n.e. Rewolucja neolityczna rozpoczęła się na obszarze tzw. Żyznego Półksiężyca na Bliskim Wschodzie, gdzie występowali dzicy przodkowie wielu współczesnych roślin uprawnych i zwierząt hodowlanych. Nowe umiejętności rozprzestrzeniły się na zachód, południe i wschód – do Europy, Afryki i Azji Południowej. W kilku innych miejscach globu (Azja Wschodnia, niektóre rejony Ameryki, Nowa Gwinea) rolnictwo, a niekiedy i hodowla zwierząt, rozwinęły się niezależnie.
Na Bliskim Wschodzie początek tego procesu zbiegł się w czasie z nastaniem neolitu, zwanego epoką kamienia gładzonego. Nowe efektywne sposoby pozyskiwania żywności spowodowały znaczny wzrost jej ilości dostępnej dla człowieka, a przez to ogromny wzrost zaludnienia i dały możliwość wyspecjalizowania się części populacji w zajęciach nie związanych z bezpośrednim zapewnieniem przetrwania. Zmiany te doprowadziły do wykształcenia się cywilizacji.

## Termin
Nazwę Rewolucja neolityczna wprowadził w latach 30. XX wieku australijski archeolog – Vere Gordon Childe. Jego zdaniem wynalezienie rolnictwa i hodowli było procesem dość nagłym (stąd „rewolucja”), zapoczątkowanym przez trudne warunki klimatyczne – pustynnienie obszarów Bliskiego Wschodu i ograniczenie dotychczasowych źródeł pożywienia (łowiectwo, zbieractwo), co zmusiło ludzi do poszukiwania nowych rozwiązań. O ile sam termin przyjął się w nauce, to rozumienie jego przyczyn, okoliczności, czasu i miejsca powstania uległo znaczącej, w porównaniu z oryginalną koncepcją Childe’a, zmianie. Wyniki nowszych badań archeologicznych wskazywały na stopniowy charakter przemian, obalając tezę o gwałtownych przeobrażeniach w trybie życia społeczności, których dotknęły.

## Zmiany klimatu w holocenie
Początki rewolucji neolitycznej sięgają okresu radykalnych zmian klimatycznych związanych z końcem epoki lodowej zapoczątkowanym ciepłym interglacjałem w latach ok. 12 000 – 10 800 p.n.e. i zakończonym dużym ociepleniem ok. 8300 roku p.n.e. Topnienie lodowców doprowadziło do podniesienia się poziomu mórz i ukształtowania się (do ok. 5000 roku p.n.e.) współczesnej linii brzegowej – to w tym okresie m.in. Wyspy Brytyjskie zostały oddzielone morzem od Europy, a Azja Mniejsza od Bałkanów. W wyniku wzrostu ilości pary wodnej w atmosferze zwiększył się poziom opadów. Wyższe temperatury i wilgotność to okres tzw. postglacjalnego optimum klimatycznego, który w basenie Morza Śródziemnego rozpoczął się na początku VIII tysiąclecia p.n.e. a w reszcie Europy i północnej Azji Przedniej w drugiej połowie VII tysiąclecia p.n.e. Optimum skończyło się ok. 3500 roku p.n.e., kiedy nastąpiła, trwająca do dzisiaj, nieco chłodniejsza faza klimatu.

## Początki rolnictwa

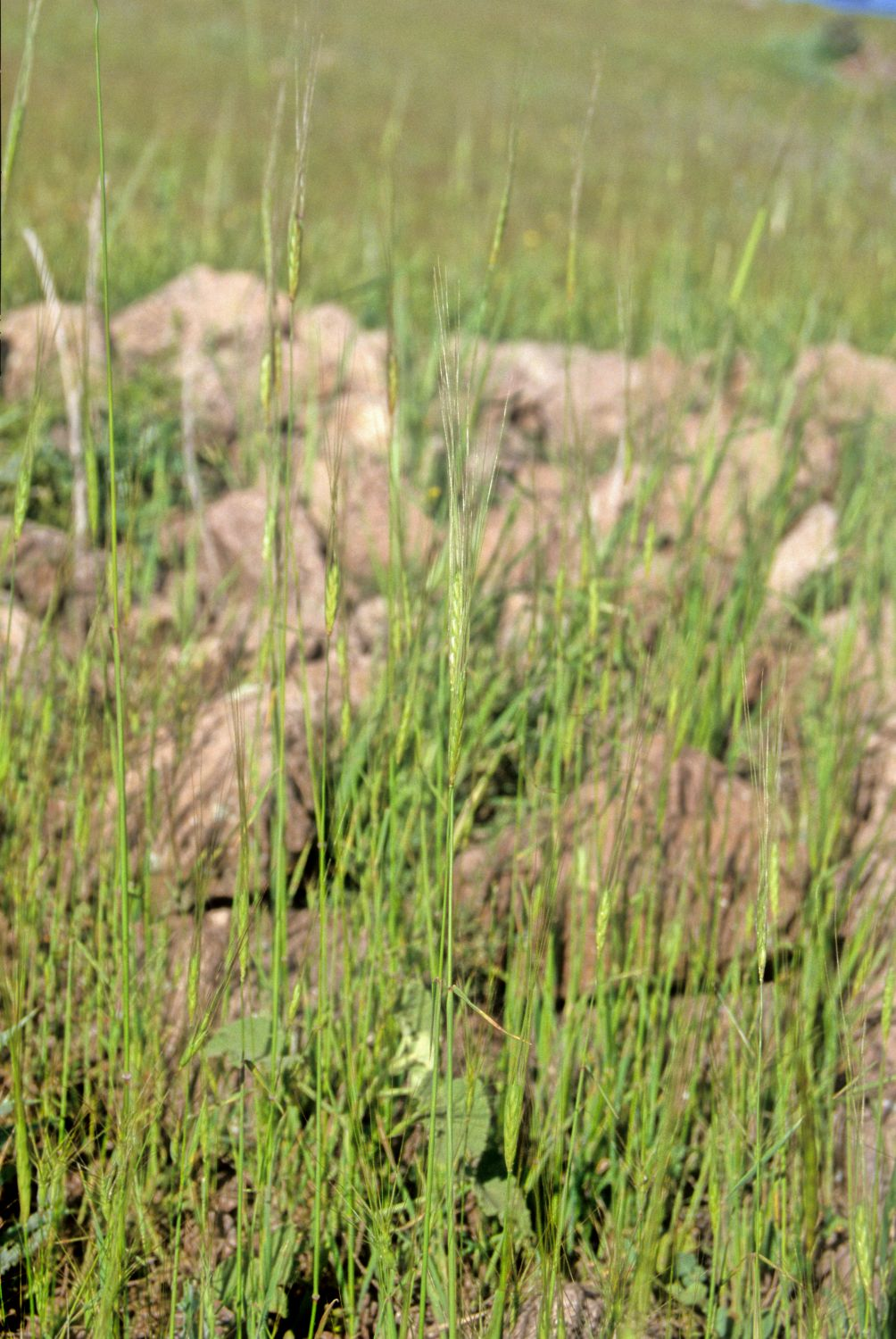
Dzika pszenica samopsza rosnąca współcześnie w centralnej Turcji

Przejście ludzi od łowiectwa i zbieractwa do produkcji żywności czyli rolnictwa i hodowli zwierząt nie można nazwać odkryciem czy też wynalezieniem odpowiednich metod, nie była to też świadoma czy przemyślana decyzja. Był to długotrwały, stopniowy proces, który rozwinął się z zabiegów wykonywanych przez zbieraczy dziko rosnącego pożywienia, które miały zwiększyć wydajność zbioru, jak np. usuwanie chwastów, starych i chorych roślin, polepszanie jakości gleby. Nawet już po opanowaniu techniki rolnictwa i hodowli, przez tysiące lat ludzie pozyskiwali znaczną część pożywienia ze zbieractwa i polowania. Być może pierwsze ogrody z roślinami uprawnymi zakładane były tylko dla zapewnienia rezerwy pożywienia na wypadek czasowego wyczerpania się tradycyjnych źródeł. Tak więc różne strategie współwystępowały przez długi czas, a rolnictwo i hodowla zaczęły z czasem przeważać, gdyż w konkretnych warunkach zwiększały szanse przetrwania grup, które w większym stopniu oparły na nich swoją egzystencję.
Przodkowie dzisiejszych ważnych zbóż – pszenicy i jęczmienia – czyli dzikie trawy o dużych nasionach, rosnące na obszarach lasostepu i luźnych lasów parkowych, występowały na przełomie plejstocenu i holocenu, dzięki poprawie warunków klimatycznych, na terenie całego Lewantu. W latach ok. 12 000 – 9000 p.n.e. zbieractwo ich nasion było podstawowym źródłem pożywienia kultur epipaleolitycznych z Syrii i Palestyny. Źródłem bardzo wydajnym, pozwalającym w okresie dojrzewania zebrać spore zapasy, które ze względu na wielkość nie mogły być transportowane. Wynikiem takiej sytuacji, a także konieczności pracochłonnego przetwarzania ziarna za pomocą ciężkich narzędzi (moździerzy), było powstanie stałych osiedli zamieszkałych przez większość roku, a być może nawet stale. W osadach tych następował duży wzrost zaludnienia, co było skutkiem porzucenia metod ograniczania liczby posiadanych dzieci, często stosowanych przez łowców-zbieraczy. Przeludnienie z kolei wymuszało migrację nadmiaru mieszkańców na nowe obszary, ograniczone jednak do tych, które posiadały własne populacje dzikich przodków zbóż. Dzięki poprawie klimatu do końca IX tysiąclecia odpowiednie rośliny rosły już w całej wyżynnej strefie Żyznego Półksiężyca.
Pierwsze ślady dzikich zbóż poza obszarem ich naturalnego występowania (co wskazuje, że być może zaczęły tam rosnąć dzięki ingerencji człowieka) pochodzą z ok. 10 500 i 9000 roku p.n.e. z rejonów Syrii nad górnym Eufratem. Ludzie wtedy prawdopodobnie siali dzikie ziarno, zebrane z naturalnie rosnących traw. Być może zauważyli, że przypadkiem rozrzucone na ziemi nasiona zaczynają po jakimś czasie kiełkować i postanowili wykorzystać to zjawisko, do uzyskania plonów w wybranym przez siebie miejscu. Z kolei sam proces zbierania ziaren prowadził do selekcji roślin – ludzie wybierali przede wszystkim większe nasiona, o cienkiej łusce i lepiej przytwierdzone do kłosa. Podyktowany wygodą i wydajnością procesu dobór odpowiednich nasion prowadził do wzrostu procentowego udziału roślin o korzystnych dla ludzi mutacjach w całej populacji wykorzystywanych zbóż – była to droga do udomowienia roślin. Pierwsze ślady zboża o cechach świadczących o świadomej hodowli pochodzą z południowego Lewantu i kotlin wschodnich gór Taurus z lat 8200–8000 p.n.e. Uprawiono już wtedy także rośliny strączkowe – soczewicę, wykę i groch, a także len.

## Migracja rolnictwa z Półksiężyca
Pierwsze rolnicze wspólnoty powstały w Anatolii, Syrii i Palestynie. Do najstarszych znanych osiedli zaliczają się: Çatalhöyük, Jerycho i Mujerbat. W VII i na początku VI tysiąclecia p.n.e. społeczności rolnicze zasiedliły Cypr, Kretę i południowe Bałkany. W VI tysiącleciu p.n.e. pojawiły się na terenie Iranu, Turkiestanu i południowej Ukrainie. Do około 4500 r. p.n.e. proces osiedlania się pierwotnych rolników objął już większość Europy, w tym Polskę (kultura ceramiki wstęgowej). W latach 2500–1800 p.n.e. rolnictwo dotarło do doliny Indusu (Harappa i Mohendżo Daro). W II tysiącleciu p.n.e. pojawiło się na Dalekim Wschodzie.